# Mangammal

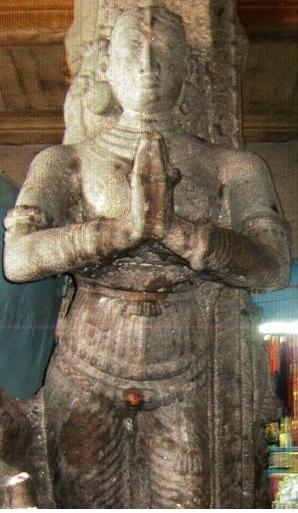
Drottning Mangammal.

Mangammal, född okänt år, död 1705, var en indisk regent. Hon var regent över Nayakriket under sin sonson Vijaya Ranga Chokkanathas minderårighet, från 1689 till 1704. 
Mangammal var dotter till generalen Tupakula Lingama Nayaka. Hon gifte sig med kungen av Nayak, Chokkanatha Nayak (1659–1682), och blev mor till Rangakrishna Muthu Virappa Nayak (1682–1689). Hennes make efterträddes av hennes son vid sin död 1682. 
Då hennes son avled 1689, var hans änka gravid, och födde sedan sonsonen Vijaya Ranga Chokkanatha, som blev monark vid sin födelse. 
Hennes svärdotter begick sati efter sin sons födelse, och Mangammal blev då regent för sin nyfödde sonson.
Hon fick ett mycket gott rykte som regent, och hyllas för sina insatser inom infrastrukturen (reparation av vattenledningar, vägbyggen, trädplantering) och andra byggnadsverk såsom tempel; för sina framgångsrika militära kampanjer och sin diplomatiska förmåga.